# Che Bunce
Che Bunce (Auckland, 29 agosto 1975) è un ex calciatore neozelandese, di ruolo difensore.

## Palmarès

### Club

#### Competizioni nazionali
- 1. deild karla: 1

Breiðablik: 1998